# Maria Pietiläová Holmnerová
Maria Pietiläová Holmnerová (* 25. července 1986 Umeå) je bývalá švédská reprezentantka v alpském lyžování, specializující se především na technické disciplíny slalom a obří slalom, která na světových šampionátech získala šest medailí.
Na Mistrovství světa 2007 v Åre se poprvé v kariéře umístila na stupních vítězů ve velkém seniorském závodu, když dojela na stříbrné pozici v obřím slalomu. Na Garmischském šampionátu 2011 skončila třetí ve slalomu i soutěži družstev. Navazující šampionát 2013 ve Schladmingu znamenal stříbrný kov z týmové soutěže. Ve stejné disciplíně pak přidala se švédským družstvem třetí pozici i na Mistrovství světa 2015 v Beaver Creeku a Vailu. Ve slalomu se také stala juniorskou mistryní světa na šampionátu 2006 v quebeckém středisku Mont-Sainte-Anne.
Švédsko reprezentovala na Zimních olympijských hrách 2006 v Turíně, na Vancouverské olympiádě 2010 a potřetí v Soči 2014, kde skončila na 6. místě v obřím slalomu. Nejlepším olympijským umístěním je 4. příčka z vancouverského slalomu.
Ve Světovém poháru vyhrála tři závody. První triumf zaznamenala během listopadu 2010 ze slalomu v coloradském Aspenu. Druhou trofej přidala v lednu 2011 z paralelního slalomu konaného na mnichovském Olympijském stadionu. Zlato si odvezla také v prosinci 2014 z areského slalomu. V tomto seriálu závodů debutovala 26. října 2002, ve věku šestnácti let; ve stejný den jako starší krajanka Jessica Lindellová-Vikarbyová. V dílčím hodnocení jednotlivých disciplín obsadila v sezóně 2014 konečné 3. místo v obřím slalomu, za stříbrnou Lindellovou-Vikarbyovou a vítěznou Fenningerovou. V celkové klasifikaci pak byla stejnou sezónu hodnocena na 7. příčce.
Ukončení závodní dráhy oznámila 17. ledna 2018 v souvislosti s dlouhodobými bolestmi zad. Následně se stala lyžařskou expertkou komentátorského týmu na stanici Eurosport.
V roce 2004 navázala partnerský vztah se švédským lyžařem Hansem Olssonem. Pár se zasnoubil roku 2018. Oba se stali součástí komentátorského týmu Eurosportu, který pokrýval alpské lyžování na Zimní olympiádě 2018.

## Světový pohár
- 3 vítězství
  - 2 vítězství v slalomu
  - 1 vítězství v paralelním slalomu
- 10krát na stupních vítězů (do třetího místa; 1x obří slalom, 7x slalom, 2x paralelní slalom)

### Umístění na stupních vítězů

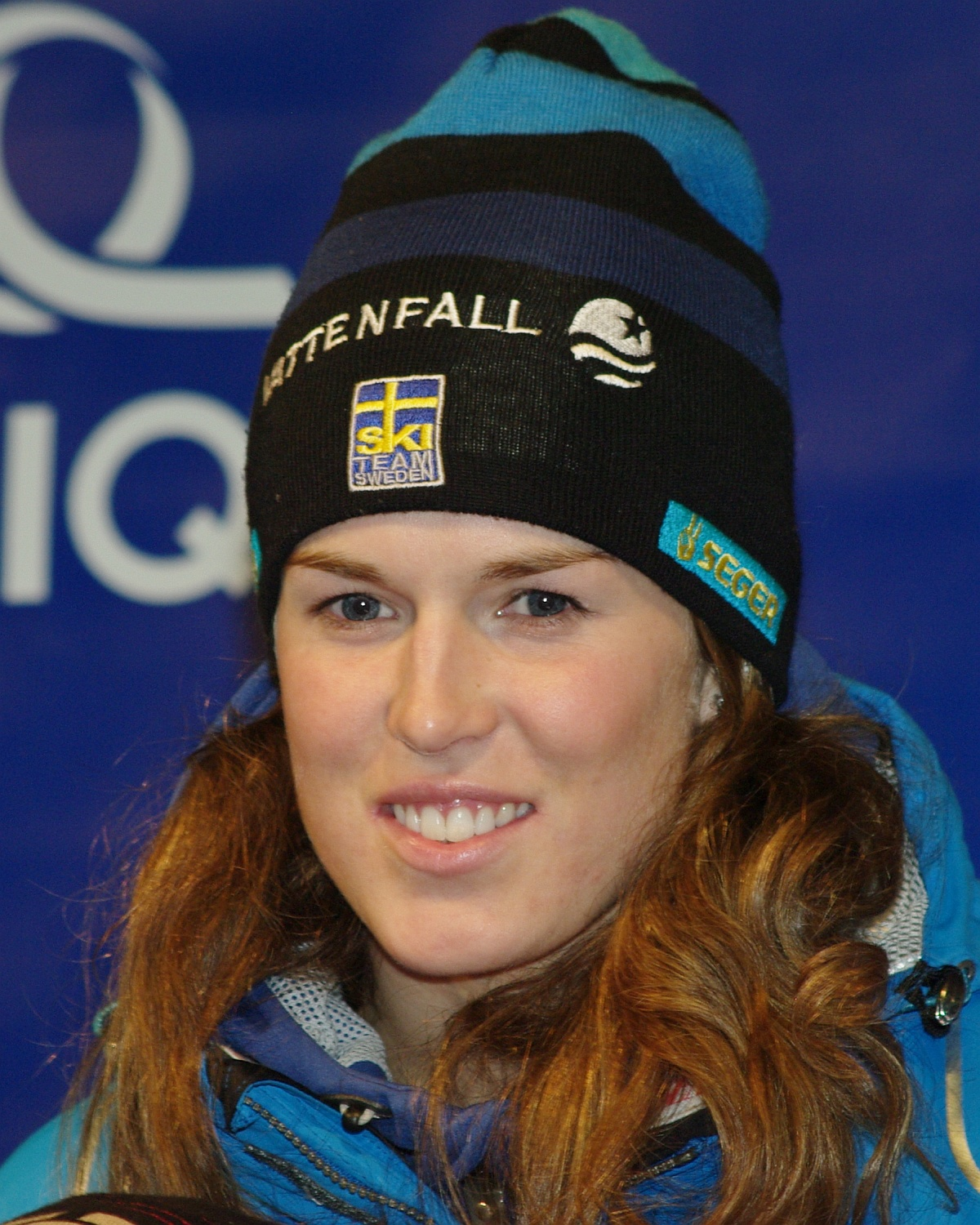
Pietiläová Holmnerová v Semmeringu, 2010

| Umístění na stupních vítězů |                    |                      |                  |          |
| Sezóna                      | datum              | místo konání         | disciplína       | umístění |
| 2009                        | 15. listopadu 2008 | Levi, Finsko         | slalom           | 2.       |
| 2011                        | 28. listopadu 2010 | Aspen, Spojené státy | slalom           | 1.       |
| 2011                        | 2. ledna 2011      | Mnichov, Německo     | paralelní slalom | 1.       |
| 2012                        | 27. listopadu 2011 | Aspen, USA           | slalom           | 2.       |
| 2014                        | 22. prosince 2013  | Val-d'Isère, Francie | obří slalom      | 3.       |
| 2014                        | 5. ledna 2014      | Bormio, Itálie       | slalom           | 2.       |
| 2014                        | 14. ledna 2014     | Flachau, Rakousko    | slalom           | 3.       |
| 2014                        | 8. března 2014     | Åre, Švédsko         | slalom           | 2.       |
| 2015                        | 13. prosince 2014  | Åre, Švédsko         | slalom           | 1.       |
| 2016                        | 16. února 2016     | Stockholm, Švédsko   | městský závod    | 3.       |

### Konečné pořadí v sezónách
| Sezóna |         |                                        |                                        |                                        |                                        |                                        |                                        |
| Věk    | Celkové | Slalom                                 | Obří slalom                            | Super-G                                | Sjezd                                  | Kombinace                              |                                        |
| 2004   | 17 let  | 104.                                   | —                                      | 43.                                    | —                                      | —                                      | —                                      |
| 2005   | 18 let  | 63.                                    | 33.                                    | 31.                                    | —                                      | —                                      | —                                      |
| 2006   | 19 let  | 24.                                    | 17.                                    | 20.                                    | —                                      | —                                      | —                                      |
| 2007   | 20 let  | 26.                                    | 15.                                    | 14.                                    | —                                      | —                                      | —                                      |
| 2008   | 21 let  | 29.                                    | 12.                                    | 12.                                    | —                                      | —                                      | —                                      |
| 2009   | 22 let  | 13.                                    | 7.                                     | 7.                                     | 54.                                    | —                                      | —                                      |
| 2010   | 23 let  | 13.                                    | 8.                                     | 6.                                     | —                                      | —                                      | —                                      |
| 2011   | 24 let  | 11.                                    | 4.                                     | 19.                                    | —                                      | —                                      | 32.                                    |
| 2012   | 25 let  | 33.                                    | 14.                                    | 29.                                    | —                                      | —                                      | —                                      |
| 2013   | 26 let  | 17.                                    | 7.                                     | 27.                                    | —                                      | —                                      | —                                      |
| 2014   | 27 let  | 7.                                     | 4.                                     | 3.                                     | —                                      | —                                      | —                                      |
| 2015   | 28 let  | 15.                                    | 7.                                     | 16.                                    | —                                      | —                                      | —                                      |
| 2016   | 29 let  | 19.                                    | 9.                                     | 8.                                     | —                                      | —                                      | —                                      |
| 2017   | 30 let  | 65.                                    | 23.                                    | 33.                                    | —                                      | —                                      | —                                      |
| 2018   | 31 let  | nezávodila; konec kariéry během sezóny | nezávodila; konec kariéry během sezóny | nezávodila; konec kariéry během sezóny | nezávodila; konec kariéry během sezóny | nezávodila; konec kariéry během sezóny | nezávodila; konec kariéry během sezóny |

## Výsledky na mistrovství světa
| Rok                                         | Věk    | Slalom | Obří slalom | Super-G | Sjezd | Kombinace |
| 2005                                        | 18 let | 13.    | 16.         | —       | —     | —         |
| 2007                                        | 20 let | 11.    | 2.          | —       | —     | —         |
| 2009                                        | 22 let | DNF1   | 8.          | —       | —     | —         |
| 2011                                        | 24 let | 3.     | 22.         | —       | —     | —         |
| 2013                                        | 26 let | 6.     | 18.         | —       | —     | —         |
| 2015                                        | 28 let | 14.    | 9.          | —       | —     | —         |
| 2017                                        | 30 let | 14.    | 25.         | —       | —     | —         |
| DNF1/2 – nedojela do cíle v 1. nebo 2. kole |        |        |             |         |       |           |

## Výsledky na zimních olympijských hrách
| Rok                                         | Věk    | Slalom | Obří slalom | Super-G | Sjezd | Kombinace |
| 2006                                        | 19 let | 21.    | 10.         | —       | —     | —         |
| 2010                                        | 23 let | 4.     | 24.         | —       | —     | —         |
| 2014                                        | 27 let | DNF1   | 6.          | —       | —     | —         |
| DNF1/2 – nedojela do cíle v 1. nebo 2. kole |        |        |             |         |       |           |